# 윤인상
윤인상(尹寅祥, 1958년 ~ )은 대한민국 기업가이다.

## 경력
- 前 삼보이엔씨 상무이사
- 前 참여연대 시민경영행정특보위원

## 학력
- 인천고등학교
- 성균관대학교 경영학과 중퇴
- 5년제 한국방송통신대학교 행정학과 학사